# Могили

Герб Петра Могили

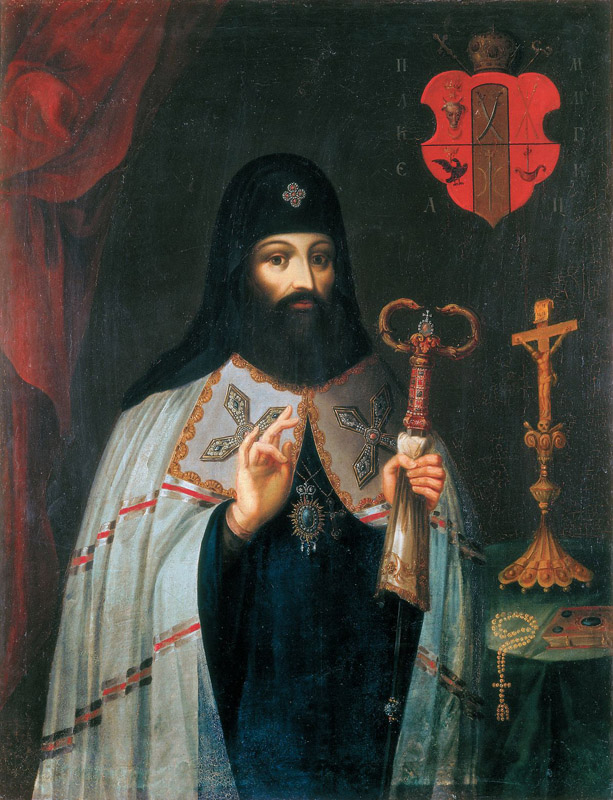
Митрополит Петро Могила

Моги́ли (рум. Movilă, Movilești; пол. Mohyła) — молдавський (волоський) шляхетний рід. Походить від  бояр Молдавського князівства. За легендою, протопласт роду Пуріче в час битви врятував життя молдавського господаря Штефана III, подавши йому свіжого коня. В подяку господар надав йому маєтності, а прізвисько Пуріче (рум. Purice «блоха») замінив на Могила (рум. Movilă «пагорб»). Вперше згадується у першоджерелах під 1499 роком. Найвідоміший в Україні представник роду — Петро Могила, митрополит Київський, Галицький і всієї Русі.

## Представники
- Козьма — великий виночерпій, потім член княжої ради при Штефані III Великому. 
  - Іван — управляв молдовським воєводством за господаря Александра. Мав трьох синів: Єремію, Георгія та Симеона. Дід Петра Могили.
    - Симеон (?—1607) — молдавський господар (1606—07). Одружений з угорською княжною Маргарет (мати Петра Могили). Мав 6 синів.
      - Петро (21 грудня 1596 — 1 січня 1647) — молдовський боярин, політичний, церковний і освітній діяч Речі Посполитої, архімандрит Києво-Печерського монастиря з 1627 року, Митрополит Київський, Галицький і всієї Русі з 1633 року, екзарх Константинопольського патріарха. Канонізований Церквою 1996 року.
      - Михаїл (?—1608) — господар Молдови (вересень 1607, листопад-грудень 1607)
      - Гавриїл — господар Валахії (1616, 1618—1620)
      - Павло
      - Іван
      - Мойсей (1595—1661) — господар Молдови (29 квітня 1630 — 5 грудня 1631, 25 червня 1633 — квітень 1634)

    - Георгій — митрополит молдовський (1587—1589
      - Єлизавета Барновська-Могила — була одружена з молдавським дворянином Дмитром Барновським; записала в 1613 році фундуш для Задарівського монастиря.[1]
        - Мирон Барновський-Могила (? — 2 липня 1633) — господар Молдови у 1626—1629, 1633 роках.

    - Єремія (бл. 1555—1606)— молдавський господар (1595—1606); побудував Львівську Братську церкву Успіння Пресвятої Богородиці, заснував Могилів-Подільський.
      - Костянтин Могила  (? — 1612) — господар Молдови в 1606, 1607—1611 рр.
      - Раїна (Регіна) — дружина Михайла Вишневецького, фундаторка монастирів.
        - Ярема Вишневецький — український і польський державний діяч, воєвода руський.

      - Анна — була у шлюбі 4 рази, востаннє — за краківським воєводою Станіславом «Реверою» Потоцьким
      - Марія Амалія — дружина брацлавського воєводи Стефана Потоцького, сандомирського воєводи, маршалка коронного трибуналу Миколая Фірлея.
      - Катерина — дружина князя Самійла Корецького.
      - Олександр (1601—1620) — господар Молдови (1615—1616)
      - Богдан
      - Самфира (?—1596)
      - Петро
      - Олександра (?—1597)
      - Станіслава (Стана) (?—1597)

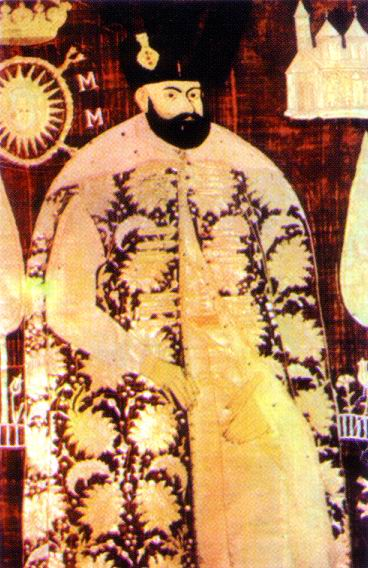
Єремія Могила
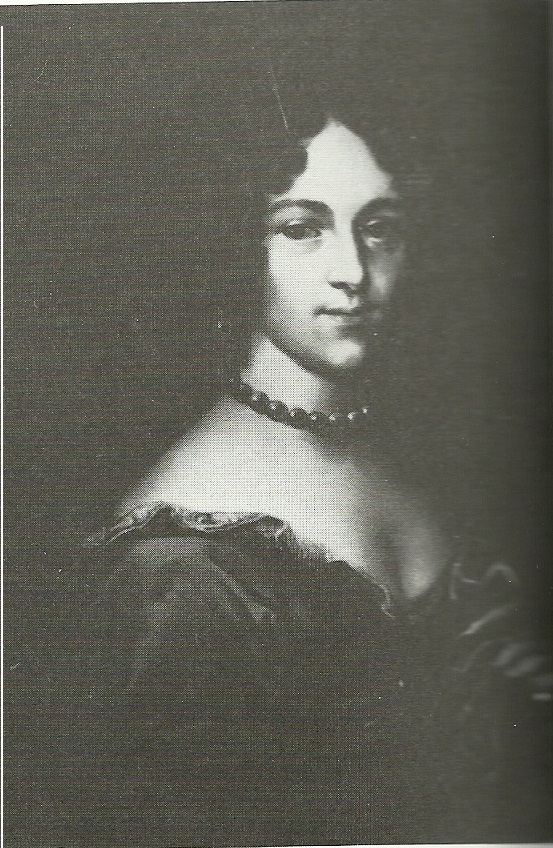
Марія Амалія Могилянка
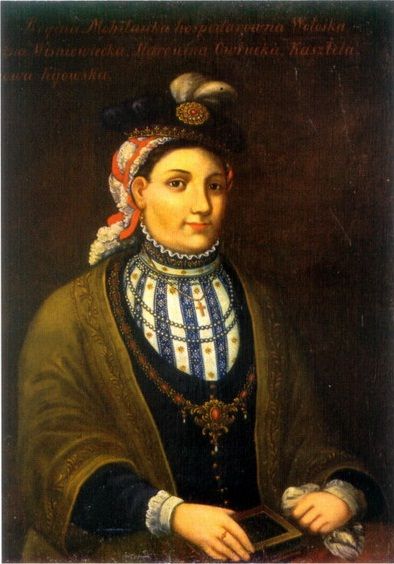
Раїна Могилянка